# Ele não é Dimon para você
Ele não é Dimon para você ou Não o Chame de Dimon (em russo: Он вам не Димон) é um documentário russo de 2017 que detalha a corrupção de Dmitry Medvedev, que era primeiro-ministro da Rússia na época do lançamento. O filme estima que US$ 1,2 bilhão foi desviado por Dmitry Medvedev.

## Significado do título

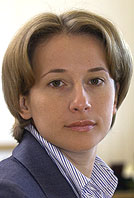
Natalia Aleksandrovna Timakova

O nome do filme é uma referência a uma entrevista com a secretária de imprensa de Medvedev, Natalya Timakova, onde ela criticou o uso do apelido Dimon ao falar sobre Medvedev nas redes sociais.

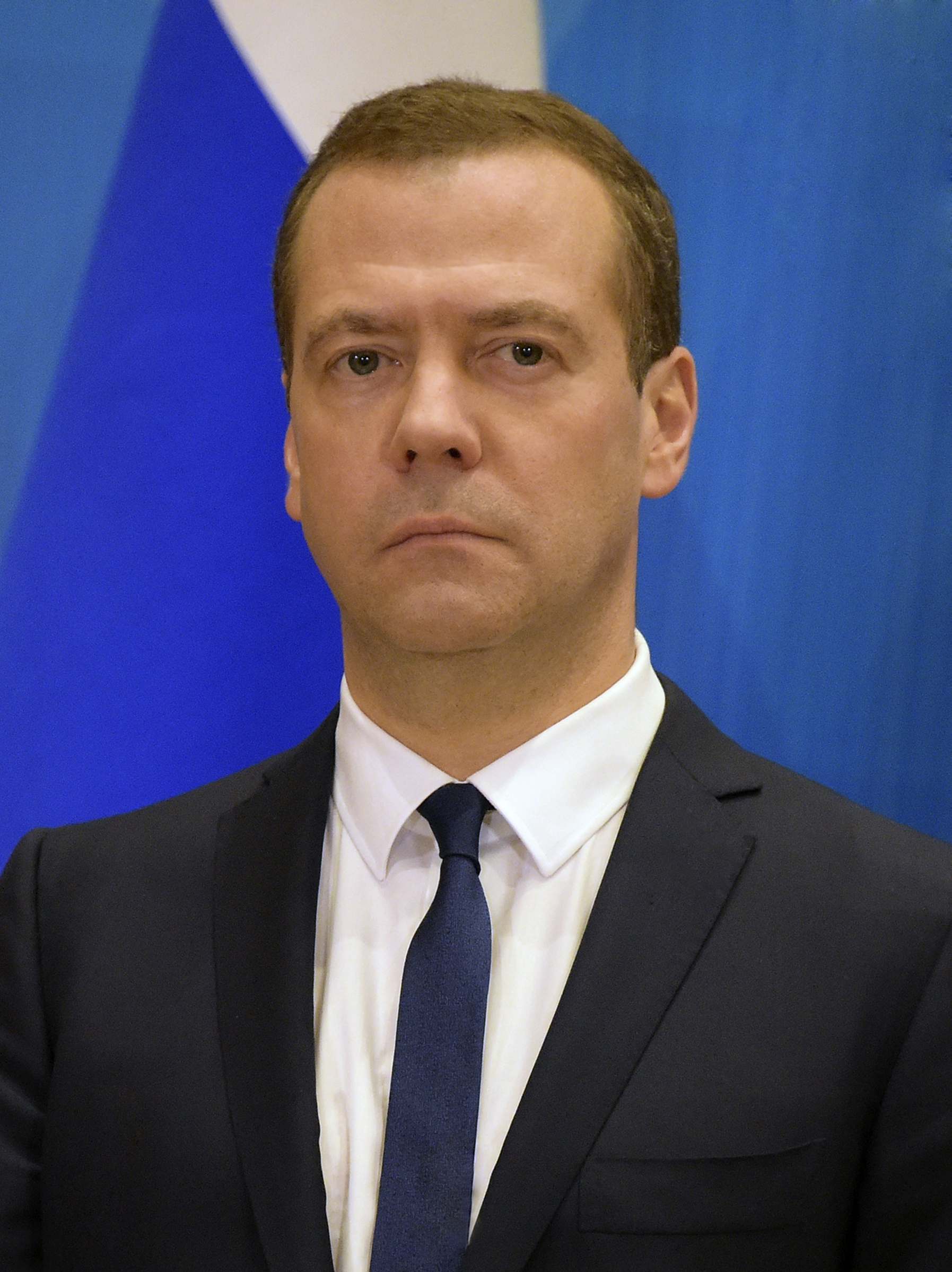
Dmitry Medvedev

## Conteúdo
O filme é dividido em 10 capítulos:

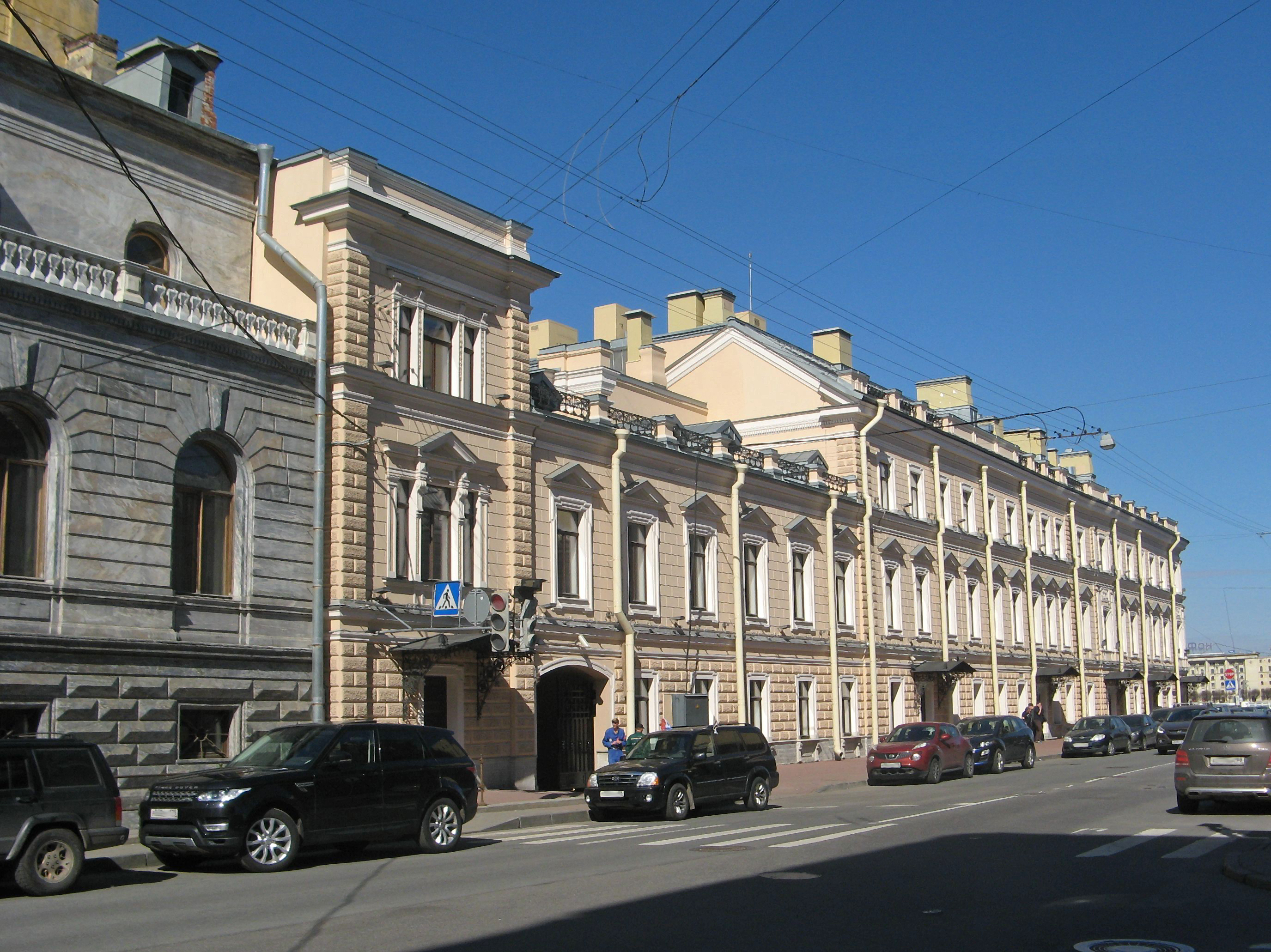
Mansão Kushelev-Bezborodko em São Petersburgo, Rua Gagarinskaya, 1 ou Aterro Kutuzov, 24

- Capítulo 1. Sobre a coleção de calçados caros de Medvedev, ajudando a identificar seus pedidos como sendo enviados para um endereço de uma empresa controlada por um amigo de faculdade de Medvedev.
- Capítulo 2. Como o oligarca Alisher Usmanov deu de presente a Medvedev um castelo na região de Moscou.
- Capítulo 3. Como Medvedev construiu uma vila secreta nas colinas.
- Capítulo 4. Como Medvedev construiu uma “propriedade patrimonial” e um agronegócio.
- Capítulo 5. Como Medvedev tornou-se viticultor e trabalhou diligentemente para fornecer apoio estatal ao setor.
- Capítulo 6. Como a Fundação DAR obteve apartamentos no valor de um bilhão.
- Capítulo 7. Sobre a fonte de dinheiro para tudo isso.
- Capítulo 8. Sobre dois iates de Medvedev encontrados em um centro financeiro offshore.
- Capítulo 9. Como Medvedev obteve vinhedos e um castelo na Toscana (Itália).
- Capítulo 10. Moral e conclusões.

Todos os capítulos foram publicados na página da Fundação Anticorrupção na internet.

## Visualizações
He Is Not Dimon to You foi postado no canal de Alexei Navalny no YouTube em 2 de março de 2017. O vídeo recebeu cerca de 1,5 milhão de visualizações no primeiro dia. Uma semana depois, esse número subiu para 7 milhões, superando o resultado de Chaika, outro filme de Alexei Navalny e da Fundação Anticorrupção. Em duas semanas, o vídeo recebeu mais de 13 milhões de visualizações. Um mês após o lançamento, o vídeo teve mais de 17 milhões de visualizações. Em maio de 2019, o vídeo atingiu 30 milhões de visualizações.

## Reação
A mídia estatal russa e a maior parte da mídia privada ignoraram completamente as revelações controversas. Inicialmente não houve qualquer reação por parte de Dmitry Medvedev ou de outros altos funcionários do governo russo. Em 10 de março, Medvedev bloqueou Alexei Navalny no Instagram. Navalny liderou protestos de rua em todo o país em 26 de março, com o objetivo de forçar Putin e Medvedev a responder às acusações expostas no vídeo. Após o protesto do final de março, Medvedev afirmou que o filme foi filmado especificamente como uma desculpa para isso, enquanto as acusações de corrupção foram "inventadas com base em princípios de compota, coisas estranhas, absurdos e alguns pedaços de papel".
Segundo Stephen Sestanovich, Navalny "obrigou o presidente da Rússia a parar de fingir que é contra a corrupção. Outros podem protestar contra ela, mas para Putin, a corrupção é agora oficialmente uma 'notícia falsa'".
Uma sondagem da Levada realizada em abril de 2017 revelou que 45% dos russos inquiridos apoiavam a renúncia do primeiro-ministro russo Dmitry Medvedev, enquanto 33% dos inquiridos eram contra. A Newsweek informou que "uma sondagem de opinião realizada pelo Levada Center, sediado em Moscovo, indicou que 67 por cento consideravam Putin pessoalmente responsável pela corrupção de alto nível".

## Processo por difamação
Em 31 de maio de 2017, Navalny perdeu um processo de difamação sobre o documentário, movido pelo bilionário russo Alisher Usmanov . Um juiz do tribunal distrital de Lyublinsky, em Moscou, ordenou a Navalny que removesse o seu vídeo do YouTube e publicasse uma retratação, o que Navalny afirmou que não faria.
Navalny disse que o veredito a favor de Usmanov deveria levar ainda mais pessoas às ruas nos próximos protestos.

## Cobertura da imprensa
O filme foi coberto por muitas organizações de notícias de todo o mundo, incluindo RBC, Novaya Gazeta, e Vedomosti na Rússia. O New York Times, a Associated Press, Bloomberg LP, e The Rachel Maddow Show nos Estados Unidos. The Daily Telegraph, Sky News, Deutsche Welle, NRC Handelsblad, de Volkskrant, Helsingin Sanomat, Delfi, Diena, Kas Jauns, Latvijas Avīze, Neatkarīgā Rīta Avīze, TV3 Letônia, Delfi, Ru. Delfi, Lietuvos žinios, e TV3 Lituânia na Europa.